# Rancora albida
Rancora albida là một loài bướm đêm trong họ Noctuidae.